# Альфа і Омега: Зубата братва
«Альфа і Омега: Зубата братва» (англ. Alpha and Omega) — повнометражний комп'ютерний мультфільм Энтоні Белла і Бена Глюка. 

## Сюжет
Головні герої мультфільму вовки Кейт і Гамфрі. Кейт альфа-вовчиця, її відрізняє хороше виховання, вона зростає відповідальною і дисциплінованою. А ось Гамфрі яскравий представник Омеги, безтурботний, не думаючий ні про що вовк, який воліє проводити час з такими ж аутсайдерами як він. Батько Кейт, ватажок її зграї, засватав дочку за альфу-самця іншої зграї, в надії запобігти війні між зграями. Але долі було бажане інше. Виявившись поруч абсолютно випадково, Кейт і Гамфрі були викрадені представниками канадського зоопарку. Нещасних відвезли далеко-далеко, в заповідник Айдахо, де перед ними було поставлено завдання підвищити популяцію вовків. Тепер від рідних зграй їх відокремлює колосальна відстань і численні небезпеки на дорозі. Але вони все-таки вирішили втекти. Їм довелося об'єднати свої зусилля, внаслідок чого їх стосунки стали приймати романтичний характер. І попри те, що між Альфою й Омегою не може бути нічого спільного, вони поступово зближуються і закохуються один в одного. Проте Кейт говорить, що все ж вийде заміж за Гарта — альфа самця іншої зграї заради об'єднання їх зграй. Це ранить Гамфрі й він збирається піти зі зграї й стати вовком-одинаком. Але під час весілля Кейт відмовила Гарту, тому що вона закохалася в Омегу (Гамфрі), і через це зав'язалася бійка між зграями. Бійці запобігла орда оленів (табун), в пастку якої попалися ватажки зграї. Гамфрі й Кейт врятували їх. А ватажки зграї анулювали закон про те, що альфа й омега не можуть кохати один одного. Кейт і Гамфрі одружилися.

## Ролі озвучують
| Актор            | Роль    |
| ---------------- | ------- |
| Гейден Панеттьєр | Кейт    |
| Джастін Лонг     | Гамфрі  |
| Денніс Гоппер    | Тоні    |
| Крістіна Річчі   | Лілі    |
| Ларрі Міллер     | Марсель |
| Денні Гловер     | Вінстон |
| Крістін Лейкін   | Ребе    |
| Вікі Льюїс       | Дарла   |
| Ерік Прайс       | Алан    |
| Кріс Кармак      | Гарт    |
| Кевін Зусман     | Шейкі   |
| Елізабет Таллок  | Світс   |
| Френк Велкер     | Карібу  |

## Український дубляж
Фільм дубльовано ТО «ДіАр» на замовлення концерну «Інтер-фільм» у 2010 році.
- Гамфій — Олександр Погребняк

- Ролі дублювали: Анатолій Пашнін, Дмитро Завадський, Володимир Терещук, Андрій Федінчик, Катерина Буцька та інші.

## Саундтреки
"No Air" У виконанні: Chris Brown та Джордін Спаркс. Автори: Eric Griggs та Steve Russell

## Сиквели
Було зроблено кілька сиквелів фільму відразу на відео. Джастін Лонг був замінений Бенджаміном Гамфрі. Перший сиквел «Альфа і Омега: Пригоди святкового виття» (англ. Alpha and Omega 2: A Howl-iday Adventure), був випущений 8 жовтня 2013 року. Сюжет обертається навколо зникнення Ранта, в сиквелі — одного з цуциків Кейт і Гамфрі. Цей сиквел отримав негативні відгуки.